# St. Johnstone Football Club 2018-2019
Questa voce raccoglie le informazioni riguardanti il St. Johnstone Football Club nelle competizioni ufficiali della stagione 2018-2019.

## Stagione
- In Scottish Premiership il St. Johnstone si classifica al settimo posto (52 punti), dietro agli Hearts e davanti al Motherwell.
- In Scottish Cup viene eliminato agli ottavi di finale dal Celtic (5-0).
- In Scottish League Cup viene eliminato ai quarti di finale dal Celtic (0-1).

## Maglie e sponsor
| Casa | Trasferta |

## Rosa
| N. |                             | Ruolo | Calciatore                 |
| -- | --------------------------- | ----- | -------------------------- |
| 1  | Scozia (bandiera)           | P     | Zander Clark               |
| 3  | Inghilterra (bandiera)      | D     | Scott Tanser               |
| 4  | Scozia (bandiera)           | C     | Blair Alston               |
| 5  | Irlanda (bandiera)          | D     | Joe Shaughnessy (capitano) |
| 6  | Scozia (bandiera)           | D     | Steven Anderson            |
| 7  | Inghilterra (bandiera)      | C     | Drey Wright                |
| 8  | Scozia (bandiera)           | C     | Murray Davidson            |
| 9  | Scozia (bandiera)           | A     | Chris Kane                 |
| 10 | Scozia (bandiera)           | A     | David Wotherspoon          |
| 11 | Scozia (bandiera)           | C     | Danny Swanson              |
| 12 | Irlanda del Nord (bandiera) | P     | Conor Mitchell             |
| 14 | Scozia (bandiera)           | D     | Aaron Comrie               |
| 15 | Scozia (bandiera)           | D     | Jason Kerr                 |
| 16 | Irlanda (bandiera)          | A     | David McMillan             |
| 17 | Inghilterra (bandiera)      | D     | Tristan Nydam              |
| 17 | Scozia (bandiera)           | C     | Michael O'Halloran         |

| N. |                             | Ruolo | Calciatore       |
| -- | --------------------------- | ----- | ---------------- |
| 18 | Scozia (bandiera)           | C     | Ali McCann       |
| 19 | Scozia (bandiera)           | D     | Ricky Foster     |
| 20 | Irlanda del Nord (bandiera) | C     | Kyle McClean     |
| 21 | Scozia (bandiera)           | C     | Stefan Scougall  |
| 22 | Inghilterra (bandiera)      | A     | Callum Hendry    |
| 23 | Scozia (bandiera)           | D     | Liam Gordon      |
| 24 | Scozia (bandiera)           | D     | Brian Easton     |
| 26 | Scozia (bandiera)           | C     | Liam Craig       |
| 27 | Inghilterra (bandiera)      | C     | Sean Goss        |
| 28 | Scozia (bandiera)           | C     | Ross Callachan   |
| 30 | Scozia (bandiera)           | P     | Mark Hurst       |
| 31 | Scozia (bandiera)           | D     | Niall Keown      |
| 32 | Scozia (bandiera)           | A     | Tony Watt        |
| 33 | Scozia (bandiera)           | A     | Matthew Kennedy  |
| 49 | Scozia (bandiera)           | A     | Oliver Hamilton  |
| 50 | Scozia (bandiera)           | C     | Jordan Northcott |